# Nicola Notaris
Nicola Notaris (* 5. Juli 1727 in Santa Caterina dello Ionio; † 8. Juli 1802 in Squillace), auch Nicola Notariis, Nicolas Notariis, Nikolaus Notari und Nicolò de Notari war ein italienischer römisch-katholischer Geistlicher und Bischof von Umbriatico und danach von Squillace in Kalabrien.

## Leben
Nicola Notaris wurde am 5. Juli 1727 als Sohn des Domenico Notaris und seiner Frau Antonia Mandarani in Santa Caterina dello Ionio (Provinz Catanzaro, Kalabrien) geboren. Am 25. August 1752 wurde er von Bischof Ferdinando Mandarini von Oppido Mamertina zum Priester geweiht. Papst Pius VI. ernannte ihn am 28. Juli 1777 zum Bischof von Umbriatico. Die Bischofsweihe fand am 3. August 1777 statt. Hauptkonsekrator war Kardinal Francesco Saverio de Zelada, Kardinalpriester von Santi Silvestro e Martino ai Monti in Rom. Als Mitkonsekratoren fungierten (Titular-)Erzbischof Giuseppe Maria Contesini von Athen und (Titular-)Erzbischof Girolamo Volpi von Neocaesarea in Ponto. Am 20. Juli 1778 wurde er bereits zum Bischof von Squillace ernannt. In seiner Amtszeit ließ er 1798 den Dom in Squillace neu aufbauen. Nicolas Notaris starb am 8. Juli 1802 in Squillace.